# Joaquina Moro
Joaquina Moro (Màlaga vers 1753) era una actriu de cant i declamació espanyola, era filla de l'actor Antonio Rodríguez Moro, natural de Barcelona, i de Blasa Munarriz, que ho era de Saragossa. Joaquina fou germana de nom Rafaela Moro una molt apreciable actriu en tot. Treballà molt temps en la companyia del seu cunyat, des d 1778 fins a 1790. L'any següent assolí la seva jubilació. Va romandre soltera i l'any 1802, encara vivia.
Vers el 1752 entrà al teatre, perquè aquell any ja feia papers secundaris. Però per la seva veu excel·lent de tiple no tardà a ser nomenada part principal de cant, que era el que s'anomenava quarta dama, ja que la tercera feia les gracietes, la segona, era la segona dama de les comèdies antigues, i la primera la dama principal era d'elles. Sense interrupcions continuà Joaquina Moro a Madrid, fent les quartes dames de 1761 a 1773, any en què va perdre la veu i fou destinada a papers parlats, destacant en els que avui s'encasellen (velles, mares, ties), molt especialment en els sainets. El 1776 era molt obesa «el mateix que una bota» com es deia ella mateixa en un sainet, i va ser jubilada el 1780 amb 10 rals diaris.
El 27 de desembre de 1756 s'havia casat amb el seu company Eusebio Ribera, que interpretava molt bé els galants petimetres i que més fou famós com a excel·lent director de companyies molts anys. D'aquest matrimoni hi hagué diversos fills, però a més famosa fou Maria Ribera, com excel·lent actriu i com esposa de l'il·lustre poeta Dionisio Solís.